# 东部省 (沙特阿拉伯)
東部省（阿拉伯语：‎，羅馬化：al-Mintaqah ash-Sharqīyah）是沙特阿拉伯東部的一个省，東臨波斯灣，並與伊拉克、科威特、卡塔爾、阿拉伯聯合大公國、阿曼和也門接壤。與巴林以法赫德國王大橋相通。首府为达曼。
南部為魯卜哈利沙漠。是沙烏地阿拉伯主要的石油和椰棗產區。當地由於地緣關係，也是在當地少數的什葉派回教徒的聚居地。